# 磯野庸幸

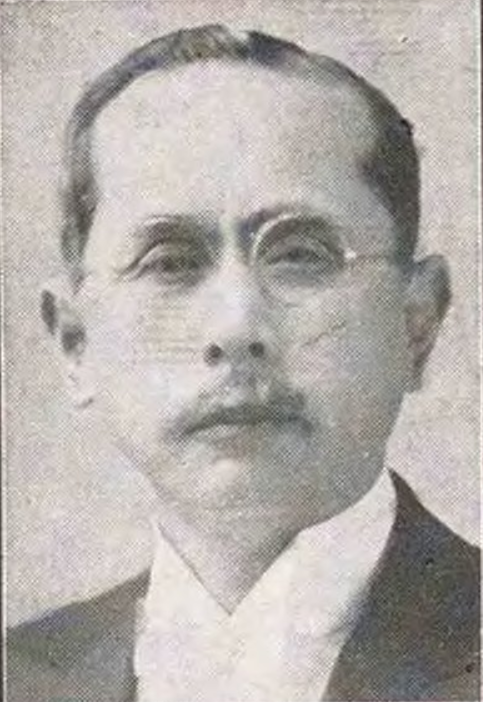
磯野庸幸

磯野 庸幸（いその つねゆき、旧姓・吉田、1878年〈明治11年〉10月25日 - 1981年〈昭和56年〉5月31日）は、日本の実業家・政治家（貴族院議員、神奈川県会議員、衆議院議員）、商人（丸二商会、貿易商）、神奈川県多額納税者。

## 経歴
神奈川県橘樹郡大豆戸村（現・横浜市港北区大豆戸町）出身。吉田吾山の四男で、上郎清助の弟。生家の吉田家は醤油醸造業を営んでいた。磯野國四郎の養子となり1920年、分家した。
1900年、横浜商業学校を卒業し横浜正金銀行に入った。陸軍三等軍吏に任ぜられ第1師団経理部部員として日露戦役に従軍、陸軍二等主計に任ぜられた。輸出入商・丸二商会を起し経営した。貿易商を営んだ。
1928年の第16回衆議院議員総選挙（第1回普通選挙）で神奈川県第一区から立憲政友会所属で立候補して当選し、衆議院議員を一期務めた。ジャパンモーター代表取締役、上信銀行、横浜市街自動車、東神冷凍工業、土地建物管理各取締役を務めた。1934年、立憲政友会神奈川支部長に挙げられた。
1938年6月24日、補欠選挙で互選され貴族院多額納税者議員に任じられ、交友倶楽部に所属して活動し、1946年5月14日に辞職した。その後公職追放となる（1951年追放解除）。
戦後神奈川相互銀行会長、ラジオ関東社長、横浜商工会議所会頭を歴任した。1964年、勲二等瑞宝章受章。1965年、横浜文化賞受賞。1981年、102歳で亡くなった。

## 人物
貴族院多額納税者議員選挙の互選資格を有した。宗教は真宗。趣味は囲碁。住所は神奈川県横浜市中区吉田町、同市同区根岸町3丁目。

## 家族・親族
磯野家　
- 養父・国四郎[1][注 2]
- 妻・君（1884年 - ?、養父・国四郎[1]の長女[4]）
- 長女・壽子（1909年 - ?、磯野禮三の妻[4]、地主[12]）
- 長男[1]
- 二男[1]
- 三男[4]

親戚
- 上郎清助（神奈川県多額納税者、資産家、貴族院議員、上信銀行頭取）
- 上郎新二（神奈川県多額納税者、地主）
- 太田孝之（医学博士、太田小児科病院長、医師）
- 澁澤金蔵（群馬県多額納税者、金融業、貴族院議員）
- 吉田三郎兵衛（醤油醸造業）
- 吉田新七郎（農学博士）
- 吉田羊治郎（滋賀県多額納税者、貴族院議員、滋賀県農会長）

## 著作
- 『我が人生』神奈川新聞社、1978年。